# Hanafuda
Hanafuda (花札, « jeu des fleurs ») est un jeu de cartes traditionnel japonais. Ces cartes sont très répandues et populaires au Japon et en Corée où elles sont appelées hwa-t'u et également à Hawaï où le jeu est nommé sakura ou higobana. Inspirées par les jeux de cartes de missionnaires étrangers en 1549, les hanafuda sont l'ultime résultat d'une prohibition de tout élément étranger ainsi que des jeux d'argent du XVIIe au XIXe siècle, durant lesquels des dizaines de jeux de cartes furent créés de façon à contourner l’interdit.

## Histoire duhanafuda
Les Japonais ont découvert les cartes à jouer grâce aux Portugais au XVIe siècle. Le principe trop guerrier des cartes portugaises ne correspondait pas à la philosophie japonaise. Au lieu d'utiliser les thèmes qui régissent le combat, la fortune et l'amour, les Japonais ont fait évoluer leurs propres cartes vers une thématique plus culturelle : les fleurs.
Le plus connu des cartiers de hanafuda est Nintendo, qui a commercialisé des cartes hanafuda à partir de sa création en 1889. Leader du domaine au Japon, elle les exportait également aux États-Unis dans les années 1930.

## Les cartes
Un jeu de cartes hanafuda comporte habituellement 48 cartes florales divisées en 12 séries de 4 cartes, chaque série représentant une fleur spécifique et un mois de l'année ou lune (le caractère japonais possède les deux significations, toutes deux plausibles selon le point de vue adopté).
Ces cartes peuvent également être réparties en familles selon ce qu'elles représentent, leur valeur allant en concordance :
- 24 normales ne représentant que la fleur du mois, valant 1 point ;
- 10 rubans représentant des bandes de papier traditionnelles destinées à l'écriture de poésies, valant 5 points, dont :
  - 3 avec poésie,
  - 3 bleus ;
- 9 animaux valant 10 points (comprenant également les cartes coupe de saké et pont de 8 planches) ;
- 5 spéciales ou lumières représentant des éléments symboliques de la tradition japonaise, valant 20 points.

La valeur des cartes peut être considérée comme inutile ou arbitraire et n'est pas utilisée par tous les jeux mais elle permet de mieux catégoriser les cartes.
De même, 5 cartes animaux comportent des nuages dans leurs motifs traditionnels bien qu'il ne s'agisse pas d'éléments utilisés en jeu.
| 月 Mois / Lune | 花 (Hana) Fleur                                                             | カス (Kasu, déchet) Normales 1 point | 短冊 (Tanzaku) Rubans 5 points | 種 (Tane) Animaux 10 points         | 光 (Kō) Spéciales / Lumières 20 points |
| -------------- | --------------------------------------------------------------------------- | ------------------------------------ | ------------------------------ | ----------------------------------- | -------------------------------------- |
| 1月 Janvier    | 松 (Matsu) Pin (Pinus)                                                      |                                      | avec poésie                    | -                                   | Grue japonaise et soleil               |
| 2月 Février    | 梅 (Ume) Abricotier du Japon (Prunus mume)                                  |                                      | avec poésie                    | Bouscarle chanteuse (et nuages)     | -                                      |
| 3月 Mars       | 桜 (Sakura) Fleurs de cerisier (Prunus serrulata)                           |                                      | avec poésie                    | -                                   | Rideau de campement                    |
| 4月 Avril      | 藤 (Fuji) Glycine (Wisteria floribunda)                                     |                                      |                                | Petit coucou (et croissant de lune) | -                                      |
| 5月 Mai        | 菖蒲 (Shōbu / Ayame) Iris d'eau japonais (Iris laevigata) ou Iris sanguinea |                                      |                                | Pont de 8 planches (et nuages)      | -                                      |
| 6月 Juin       | 牡丹 (Botan) Pivoine (Paeonia suffruticosa)                                 |                                      | bleu (青)                      | Papillon (et nuages)                | -                                      |
| 7月 Juillet    | 萩 (Hagi) Lespédéza (Lespedeza)                                             |                                      |                                | Sanglier (et nuages)                | -                                      |
| 8月 Août       | 薄 / 芒 (Susuki) Miscanthus sinensis                                        |                                      | -                              | Oies en vol                         | Pleine lune sur ciel rouge             |
| 9月 Septembre  | 菊 (Kiku) Chrysanthème (Chrysanthemum morifolium)                           |                                      | bleu (青)                      | Coupe de saké (et nuages)           | -                                      |
| 10月 Octobre   | 紅葉 (Momiji) Érable (Acer)                                                 |                                      | bleu (青)                      | Cerf                                | -                                      |
| 11月 Novembre  | 柳 (Yanagi) Saule (Salix)                                                   | Foudre                               |                                | Hirondelle                          | Homme au parapluie                     |
| 12月 Décembre  | 桐 (Kiri) Paulownia (Paulownia tomentosa)                                   | [ R 6 ]                              | -                              | -                                   | Phénix chinois                         |

### Remarques et explications
1. 1 2  Il n'est pas écrit anoyoroshi mais akayoroshi, le second caractère étant le hentaigana pour « ka ». Malgré tout sa signification reste disputée (le site web de Nintendo affirme néanmoins être en cours de recherches, (ja) « Teach », sur nintendo.co.jp (consulté le 27 juillet 2022).
2. ↑  On peut lire sur le ruban à poésie « Miyoshino », le nom d'une ville à Nara connue pour ses cerisiers japonais.
3. ↑  Ce pont fait référence à un conte : Mikawanokuni yatsuhashi. Il raconte l’histoire d’une famille pauvre dont la mère travaille beaucoup pour élever ses deux enfants. Un jour, les enfants décident d’aller ensemble voir leur mère qui est occupée. En chemin, ils doivent traverser une rivière, mais se noient. Depuis cet accident, la mère prit l’habitude de prier pour ses enfants chaque jour. Elle bâti un pont avec 8 petites planches de bois pour que les enfants puissent traverser la rivière. 八 (yatsu?) en japonais signifie 8 et 橋 (hashi?) pont.
4. ↑  La foudre est ici imagée par la présence d'un dragon dont on ne voit qu'une patte et d'un tambour dont le son peut évoquer le tonnerre.
5. ↑  Cette carte dépeint l'histoire d'un calligraphe, vivant à l'époque Heian, nommé Ono no Michigaze (couramment appelé Ono no Tofu). Alors que le jeune homme marchait sous la pluie, il vit une grenouille essayant de manger un insecte sur un saule. Voyant la grenouille tomber, et encore tomber, avant de finir par réussir, il apprit la valeur de la persévérance.
6. ↑  Deux de ces 3 cartes sont le plus souvent utilisées pour afficher la marque du fabricant du jeu, comme le sont les jokers ou les as dans les jeux de cartes traditionnels occidentaux.

### Version coréenne
En Corée, le jeu hanafuda connu sous le nom hwa-t'u a connu quelques modifications mineures :
- les cartes des mois de novembre et décembre sont commutées ;
- les rubans ont pu voir leur teinte varier (jaune à la place de rouge, violet à la place de bleu) ;
- les inscriptions des rubans ont été remplacées par du coréen, les rubans bleus ont aussi, dans certaines versions, reçu une inscription ;
- la carte de la foudre a été redessinée.

## Variantes
Comme nombre de jeux traditionnels, le jeu hanafuda a connu de nombreuses variantes plus ou moins fructueuses dont voici quelques représentants parmi les plus connues ou originales :

### Graphiques
| Nom                                | Cartes | Région  | Description |
| ---------------------------------- | ------ | ------- | --- |
| Fine bouche (薄口（うすくち）)     | 48     | Tokyo   | Cartes de plus grande qualité, incorporation de couleur argentée, notamment dans la pleine lune, dans les détails de plantes, etc.. |
| Echigo-bana (越後花（えちごばな）) | 48     | Niigata | Les cartes comportent les paroles d'une chanson, ainsi qu'un filet d'argent.                                                        |

### Fonctionnelles
| 月 Mois / Lune | 花 (Hana) Fleur      | カス (Kasu, Déchet) Normales 1 point | 短冊 (Tanzaku) Rubans 5 points | 種 (Tane) Animaux 10 points | 光 Spéciales / Lumières 20 points |
| -------------- | -------------------- | ------------------------------------ | ------------------------------ | --------------------------- | --------------------------------- |
| 13月           | Bambou sous la neige |                                      |                                | Moineaux                    | Princesse Yaegaki                 |

| 月 Mois / Lune | 花 (Hana) Fleur | カス (Kasu, Déchet) Normales 1 point | 短冊 (Tanzaku) Rubans 5 points | 種 (Tane) Animaux 10 points | 光 Spéciales / Lumières 20 points |
| -------------- | --------------- | ------------------------------------ | ------------------------------ | --------------------------- | --------------------------------- |
| 13月           | Bambou          |                                      |                                | Tigre (et nuages)           | -                                 |
| 14月           | Lotus           |                                      |                                | -                           | Dragon chinois (et nuages)        |

## Exemples de cartes ancienneshanafuda

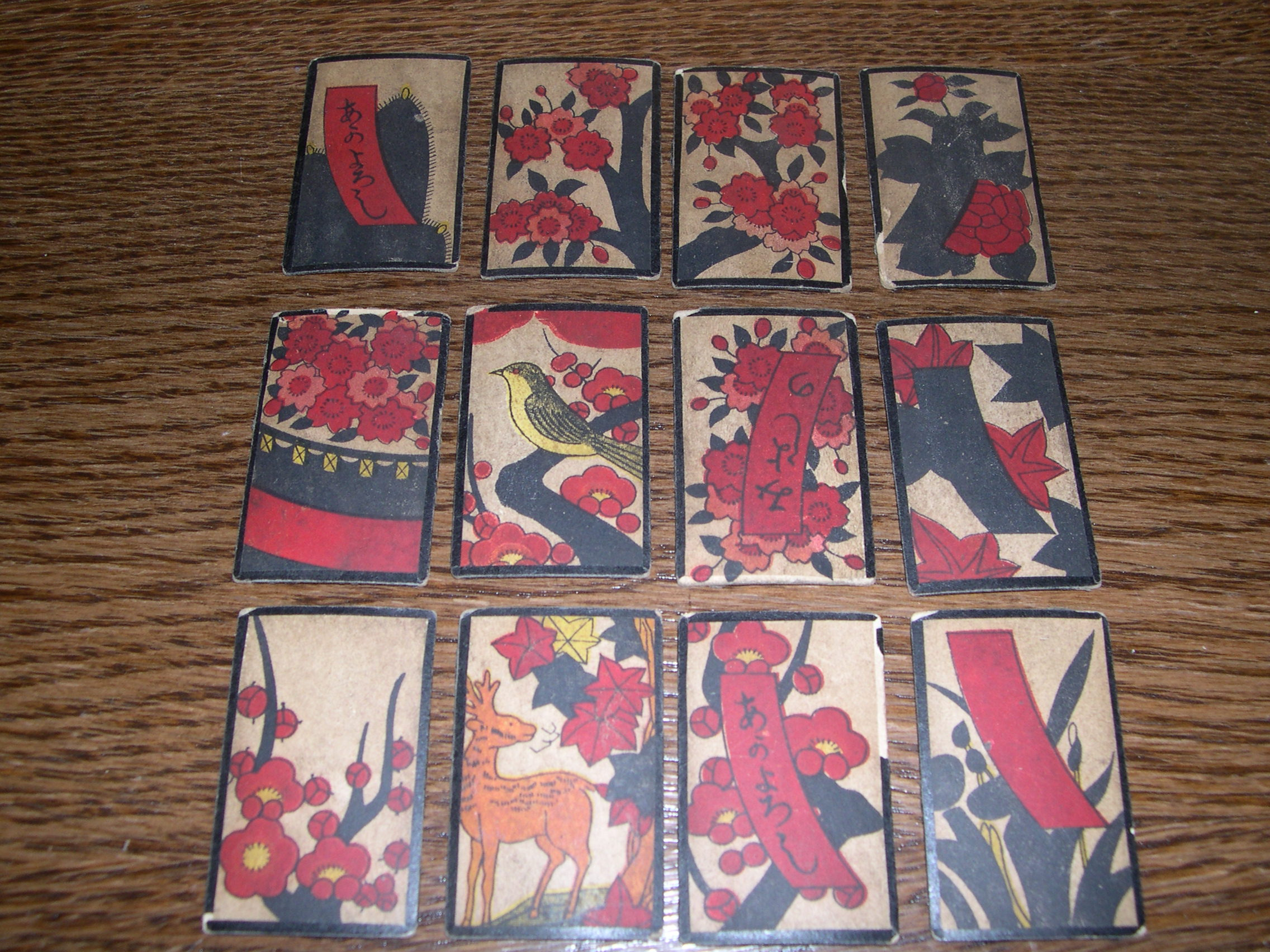
Cartes de 1930.
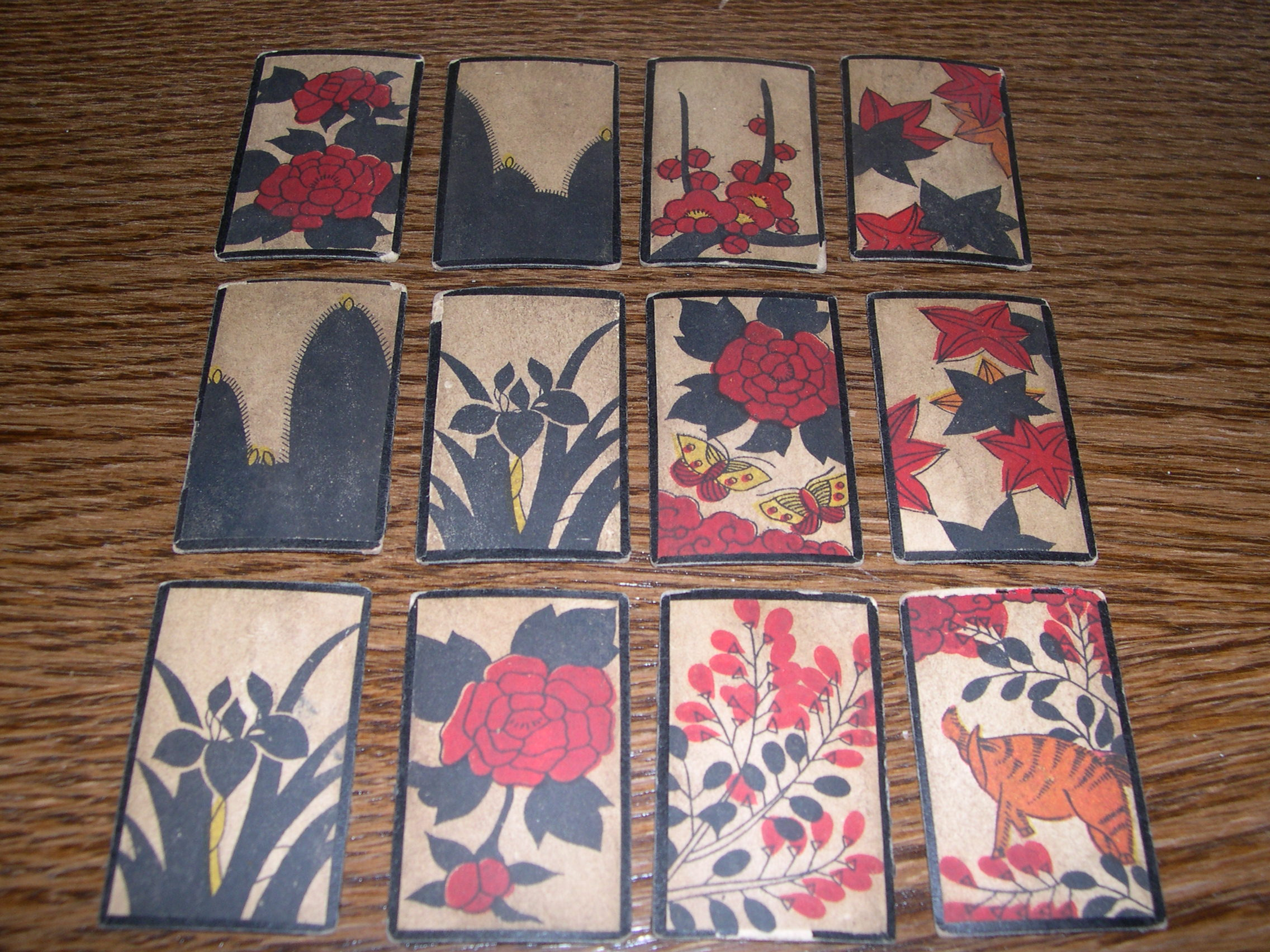
Exemple de cartes de 1930.
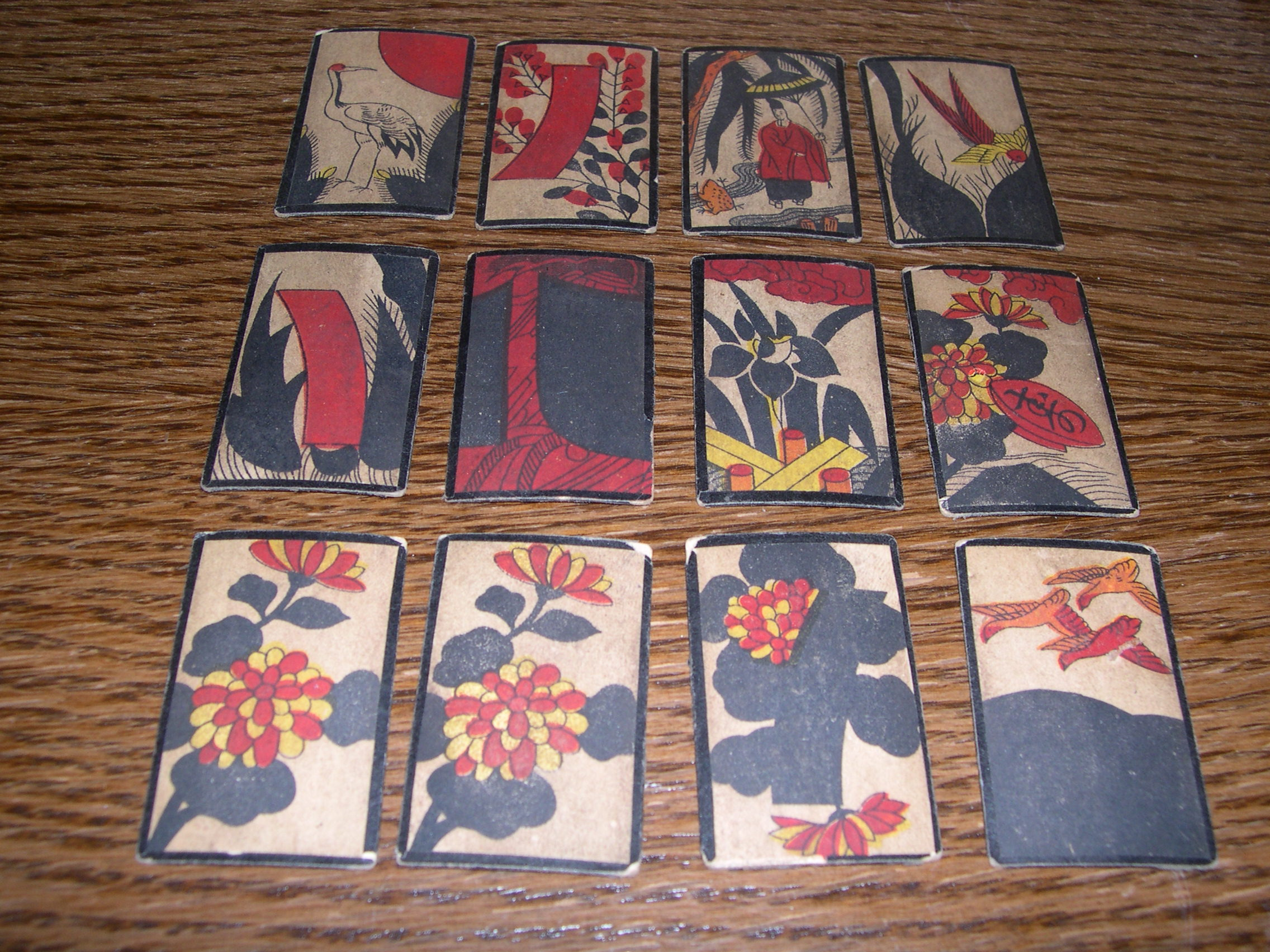
Exemple de cartes de 1930.
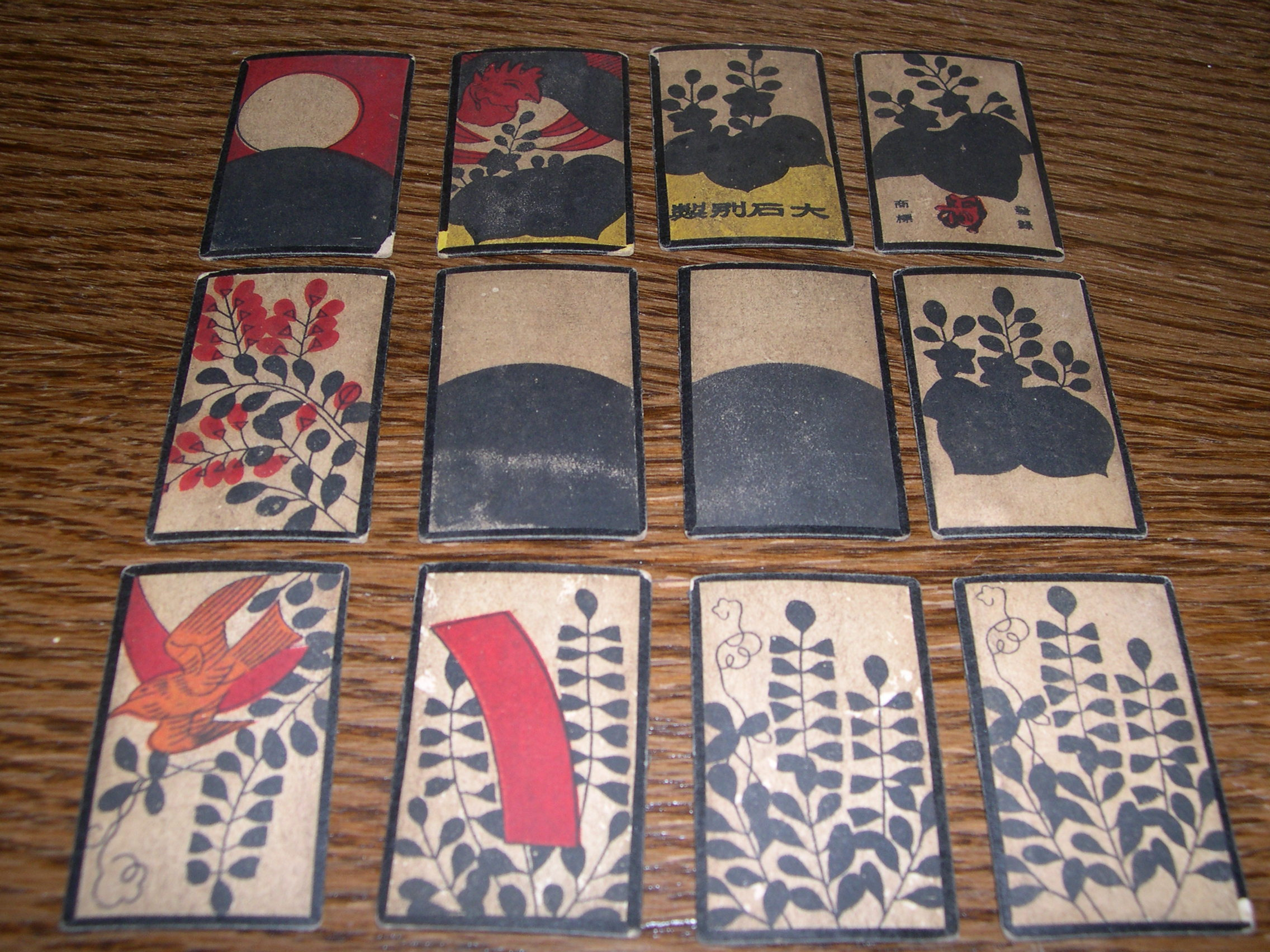
Exemple de cartes de 1930.
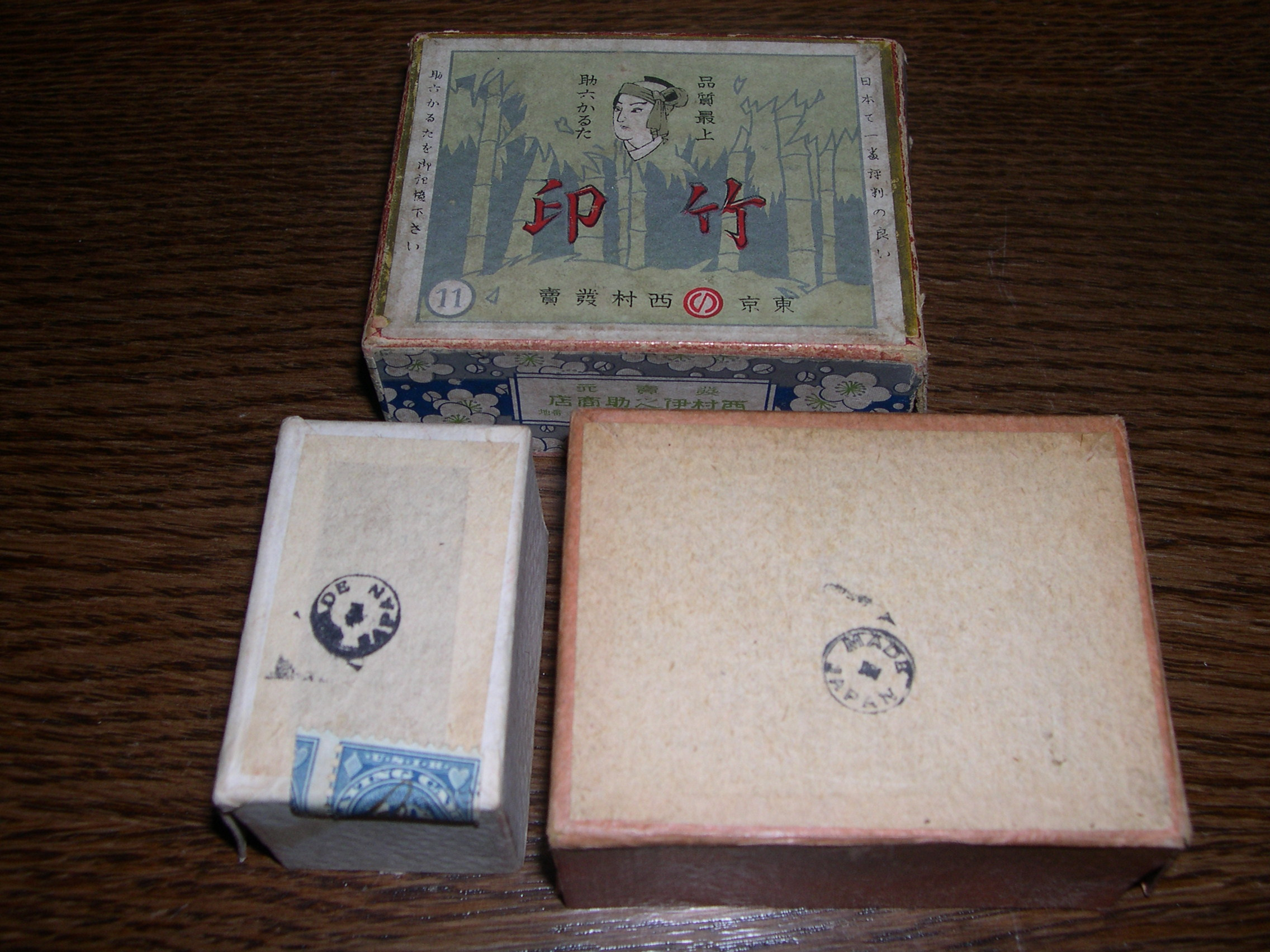
Boîte de cartes de 1930.

Les cartes de hanafuda présentées sur cet exemple sont courbées en arc. Le carton est dur et cette courbure permet de les saisir facilement.

## Jeux
Ces cartes peuvent être utilisées pour jouer à différents jeux. Au Japon, on peut jouer à hachi, hachi-hachi, Hana-Awase, hiyoko, isuri, koi-koi, mushi, poka, roppyakken, sudaoshi ou encore tensho. En Corée, on joue à godori, minhwatu et sutda. À Hawaï, on joue à sakura.